# Ихамиеленсаари
Ихамиеленсаари (Ихамиеленсари, фин. Ihamielensaaret) — небольшой остров в Ладожском озере. Относятся к группе западных Ладожских шхер. Территориально относится к Лахденпохскому району Карелии.
Размеры — 1,6 x 0,6. Удлинён с запада на восток. Расположен к востоку от полуострова Калксало и острова Котатсаари.